# ريجنالد بارتولوميو
ريجنالد بارتولوميو (بالإنجليزية: Reginald Bartholomew) هو دبلوماسي أمريكي، ولد في 17 فبراير 1936 في بورتلاند في الولايات المتحدة، وتوفي في 26 أغسطس 2012 في نيويورك في الولايات المتحدة بسبب سرطان.

## وصلات خارجية
- ريجنالد بارتولوميو على موقع مونزينجر (الألمانية)
- ريجنالد بارتولوميو على موقع إن إن دي بي (الإنجليزية)